# Isabel López i Chamosa
Isabel López i Chamosa (Mondoñedo, A Mariña Central, 18 d'octubre de 1953) és una política catalana d'origen gallec, diputada al Congrés dels Diputats des de la VI Legislatura.

## Biografia
És diplomada en Relacions Laborals per la UNED i Tècnica d'Organització per l'Escola Superior de Barcelona. El 1977 es va afiliar a la UGT de Catalunya, de la qual és Defensora del Delegat de la UGT de Catalunya.
És membre de la Comissió Executiva de PSC-PSOE i presidenta de la Fundació Maria Aurèlia Capmany. És presidenta de l'Associació d'Educació d'Adults 'Juan Ribera' i vicepresidenta de l'Institut per al Desenvolupament de la Formació i l'Ocupacio (IDFO) de Catalunya.
Fou escollida diputada per la província de Barcelona a les eleccions generals espanyoles de 1996, 2000, 2004, 2008 i 2011. Ha format part de comissions que tractaren afers relacionats amb la política social, el treball, la sanitat i el consum, portaveu socialista de la comissió del Pacte de Toledo, i Secretària Segona de la Comissió d'Ocupació i Seguretat Social.